# パリ・ダカール・ラリー・スペシャル
『パリ・ダカール・ラリー・スペシャル』（PARIS DAKAR RALLY SPECIAL!）はCBS・ソニー（現：ソニー・ミュージックレーベルズ）が1988年2月1日に発売したファミリーコンピュータ用ゲームソフト。音楽作曲は宮沢徹（ヘ短調の「パリダカのテーマ」など）。

## 概要
パリ・ダカール・ラリーをモチーフにしたレースゲームであるが、各エリアごとにゲームの内容が大きく異なり、アクションやシューティングなどの要素が加わったエリアもある。
クラッシュで減少するライフが0になる（ステージによっては即時ゲームオーバーになる場合がある）か、燃料が尽きるか、各ステージに設定されている規定タイムを超過するとゲームオーバーになる。コンティニューは無制限で、パスワードによる再開も可能。道中にはライフアイテムや燃料アイテムなどが落ちている場合もある。
規定タイム以外にもトータルタイムが集計（チェックポイントに到達したタイムのみが集計され、ゲームオーバー時のタイムは集計されない）されており、ゴール時の順位となる。最終的に1位になることでエンディングシーンとなる。

## ステージ構成
プレイヤーはまず日本国内でラリーカーなどを用意する必要があり、スポンサーを探して車を購入、訓練を受けたのちにラリー本編がスタートする。ステージ1以降からクリアするたびにボーナスステージに挑むことができる。
ステージ1
市街地ステージ。他の車や障害物であるドラム缶に当たるとクラッシュ。
ステージ2
市街地ステージ。自由移動型の迷路ステージになっており、他の車に当たらないように先に進む。燃料を消費して車の後方にオイルを置くことで、他の車の方向を転換させることができる。
ステージ3
郊外ステージ。サイドビューになっており、このステージから第6ステージまではプレイヤーも弾を発射できる。道中で妨害する敵キャラには、丸太・ヘリコプター・鳥などがいる。また崩れる橋から落下した場合はリタイア。時折、道中は道がふさがれてることがあり、ドライバーを車から降ろして操作しボタンを押しに行き、道を開いた後に車に戻って再開する。
ステージ4
海ステージ。このステージもサイドビューで、陸橋を走る陸上パートと海中への潜水パートに分かれている。地中海に相当する潜水エリアでは自由に上下移動ができ、海底火山の噴火や海の生き物、ヘリコプターの攻撃などを回避して進む。
前半の陸上部で海中に落下すると、一定回数ジャンプすることでナビゲーターがはしごを下してくれる。必要回数は、事前準備中のミニゲームで選ばれたナビゲーターのランクによって変化する。
ステージ5
砂漠ステージ。障害物が満載となっており、時折停止やバックを駆使し、ラクダやサソリ、竜巻などをよけながら進む。途中の川渡りや崖渡りでは失敗すると、1回でリタイアになってしまう。BGMはご存知「パリダカのテーマ」。
ステージ6
荒野ステージ。強制スクロールとなっており、戦闘機やヘリコプターなどの攻撃を避けて進む。戦車に接触すると1回でリタイア。
ステージ7
海岸線ステージ。ステージ1と同様の走行ステージで、コースは狭く右側が断崖絶壁。更に橋がかかった谷間を超えるなど高難易度。崖や谷間に落下すると1回でリタイア。
事前準備であらかじめ選択した車種によって、当ステージのみ速度や耐久度が変化する。
ボーナスステージ
プレイヤーをトランポリンの要領で操作して燃料アイテムとタイム延長アイテムを取得するミニゲーム。

## 評価
- ゲーム誌『ファミコン通信』の「クロスレビュー」では、3・7・6・3の合計19点（満40点）となっており[3]、レビュアーの意見としては、レース前にRPGともアドベンチャーともいえるパートが入っていることについて作業が面倒で前置きが長いとする者とゴールすると1つのドラマになる過程であるとする者で分かれ、レース内容について単調にならないようにレース中のアクシデントをアトラクションとして見せているとする者やスピード感がない、一昔前のゲームとする者や駄菓子屋のようなごちゃまぜ感が懐かしいとする者がおり「結構ショボいゲーム」だとした。[3]。
- ゲーム誌『ファミリーコンピュータMagazine』の読者投票による「ゲーム通信簿」での評価は15.15点（満30点）となっている[1]。

| 項目 | キャラクタ | 音楽 | 操作性 | 熱中度 | お買得度 | オリジナリティ | 総合  |
| 得点 | 2.63       | 2.54 | 2.48   | 2.58   | 2.40     | 2.52           | 15.15 |